# Accidente de un Sud Aviation Caravelle de Royal Air Maroc en 1973
El 27 de diciembre de 1973, un avión Sud Aviation SE-210 Caravelle VI-N operado por Royal Air Maroc, alquilado a Sobelair, se estrelló cerca del Aeropuerto de Tánger (Marruecos) cuando el piloto, durante una tormenta, perdió el control y sobrevoló terreno peligroso, para finalmente estrellar. Los 106 pasajeros y la tripulación fallecieron.

## Avión
El avión era un Sud Aviation SE-210 Caravelle VI-N con número de serie 69; fue lanzado en 1961 y recibió el número de registro F-WJAN para el período de prueba. El 23 de febrero, el avión realizó su primer vuelo, y, el 28 de febrero, fue vendido a la aerolínea belga Sobleair, donde recibió el número de matrícula OO-SRD. Al momento del accidente tenía 12 años y 10 meses.

## Accidente
El avión fue fletado por la aerolínea marroquí Royal Air Maroc y operó un vuelo de pasajeros desde París (Francia) a Casablanca (Marruecos) con escala en Tánger (Marruecos). A bordo había 7 miembros de la tripulación y 99 pasajeros: estudiantes y trabajadores marroquíes, así como turistas franceses que se dirigían a Marruecos para las vacaciones de Navidad. Cuando el avión se acercó a Tánger, ya era de noche y estaba lloviendo. Durante la aproximación de aterrizaje a la pista 28, la tripulación realizó un viraje con gran retraso, por lo que terminaron en una zona montañosa. La tripulación fue advertida de una altitud de espera segura de 3000 pies (914 metros), pero comenzó a descender después de despejar para aterrizar. A las 22:10 (según otras fuentes, 22:07), a una altitud de 2300-2400 pies (700-730 metros), volando en completa oscuridad, a unas 20 millas al este del aeropuerto, el Caravelle se estrelló contra el Monte Mellaline y fue destruido por completo. Las 106 personas a bordo murieron. En ese momento, fue el mayor desastre aéreo en Marruecos (actualmente el segundo, después del desastre aéreo de Agadir) y aún sigue siendo el peor de la historia de una aerolínea belga. Fue el segundo accidente más grande que involucró un Sud Aviation SE-210 Caravelle.